# 96086 Toscanos
96086 Toscanos è un asteroide della fascia principale. Scoperto nel 1973, presenta un'orbita caratterizzata da un semiasse maggiore pari a 3,9846274 UA e da un'eccentricità di 0,1308150, inclinata di 4,94843° rispetto all'eclittica.
L'asteroide è dedicato all'omonima località della Spagna cartaginese.
Appartiene alla famiglia degli asteroidi Hilda. 